# Holterhoek
Holterhoek is een buurschap in de gemeente Berkelland, gelegen ten zuidoosten van de kern Eibergen. Aan de oostzijde grenst de buurschap aan de buurschap Zwilbroek, welke in de Duitse gemeente Vreden gelegen is (Zwillbrock), in het zuidwesten aan de buurschap Hupsel, in het zuiden aan de sinds 1 januari 2005 tot de gemeente Oost-Gelre behorende buurschap Zwolle en in het noordoosten aan het kerkdorp Rekken. De Eibergse nieuwbouwwijk 't Simmelink, gelegen aan de oostkant van de Twenteroute of N18, ligt voor het grootste deel op oud Holterhoeks grondgebied, rondom boerderij Ketterink. De wijknaam 't Ketterink zou historisch verantwoord zijn geweest, in tegenstelling tot de gekozen wijknaam 't Simmelink, naar een oud leengoed van de heren van Wisch, dat direct bij Eibergen lag. De Simmelinkgoot, nu verdwenen, vormde in het verleden een natuurlijke scheiding tussen Eibergen en de Holterhoek. De scheiding tussen Holterhoek en Hupsel werd eeuwenlang gevormd door de Grote Eibergse of Hupselse landweer, die liep van het Koerhuis in Eibergen tot de Koerboom in de Holterhoek.
In de buurschap Holterhoek is sinds de jaren 50 van de twintigste eeuw het militaire Kamp Holterhoek gevestigd. Het is een overwegend agrarische gemeenschap met wat horeca en een camping (De Goede Hoop) nabij de grensovergang bij Zwilbroek. In het Kerkloobos en in het lager gelegen gebied langs de Ramsbeek werd in het verleden klei gewonnen.

## Geschiedenis
Eibergen en de Holterhoek vormden van oudsher één mark, maar of dit altijd zo geweest is mag betwijfeld worden. De Heer van Borculo was erfmarkenrichter. Tot diep in de negentiende eeuw was het gebied grotendeels onontgonnen, met uitzondering van het deel direct ten oosten van Eibergen, het gebied nabij het Zwilbroek en delen van de gronden langs de Ramsbeek. Deze beek begint in het veengebied van Zwilbroek en loopt door de Holterhoek naar Eibergen, om ten oosten daarvan in de Berkel uit te monden. De beek vormt nabij Eibergen een markante scheiding tussen het hoger gelegen Winterswijks plateau en de lager gelegen weiden in het Berkeldal. Het hoger gelegen deel van de buurschap ligt op het Winterswijks plateau en was tot diep in de negentiende eeuw vooral in gebruik als weide- en plaggengrond voor de weinige gewaarde erven in de Holterhoek en voor de burgerij van het stadje Eibergen. Dit deel van de Holterhoek werd ook wel het Eibergse Veld genoemd. Aan het burgerrecht van Eibergen waren gebruiksrechten in de mark van Holterhoek verbonden. De oude en grote gewaarde erven in de Holterhoek waren Grootholt, Luttikholt en Ketterink, die allen al werden genoemd in de Middeleeuwen. Het is zeer waarschijnlijk dat de Holterhoek zijn naam heeft ontleend aan de beide boerderijen Grootholt en Luttikholt (holt = hout). Het lager gelegen, maar meer vruchtbare deel van de Holterhoek heeft tot in de 17de eeuw deel uitgemaakt van de verdwenen mark van de Ramsbeek, waarvan de abdis van het hoogadellijk vrijwereldlijk Sticht Vreden erfmarkerichter was. Het was een zwaar bebost gebied, waarvan de overlevering zegt dat een eekhoorn zonder de grond te raken van Eibergen in Zwilbroek kon komen. Gewaarde erven van Olden Eibergen, Haarlo en Hoonte onder Neede hadden het recht om varkens te akeren (vetmesten met eikels) in deze bossen. In de jaarlijkse markvergaderingen werd bepaald hoeveel varkens de gewaarden mochten vetmesten in de bossen. Omstreeks het midden van de zeventiende eeuw zijn de bossen grotendeels gekapt. In de loop van de eeuwen hebben zich vele keuterboerderijen in Holterhoek gevestigd, waaronder de Koldewey (Menkhorst) en Slatman. De markeverdeling en de invoering van kunstmest maakten ontginning op grote schaal mogelijk. In de loop van de 17de en 18de eeuw ontstonden problemen tussen de stadsbesturen van Groenlo en Eibergen over gebruiksrechten van burgers van Groenlo in de mark van de Holterhoek. Bij de markeverdeling in de 19de eeuw moest Eibergen de rechten van Groenlo erkennen, wat betekende dat het deel van de mark ten zuiden van de weg Groenlo-Vreden en een deel in de omgeving van de Koerboom aan Groenlo toebedeeld moest worden. Uit het begin van de twintigste eeuw dateren de markante kalkzandstenen boerderijen in de Holterhoek en Hupsel. 

## Bekende Holterhoeker
- Christina Karnebeek-Backs (1849-1959), van 1958 tot 1959 de oudst bekende levende mens ter wereld.

Hoofdplaats: Borculo       Dorpen: Beltrum · Eibergen · Geesteren · Gelselaar · Haarlo · Neede · Noordijk · Rekken · Rietmolen · Ruurlo

Buurtschappen: Avest · Brammelerbroek · Brinkmanshoek · Broeke · De Bruil · Dijkhoek · De Haar · Heure · Heurne (deels) · Holterhoek · Hoonte · De Horst · Hupsel · Kisveld · Kulsdom · Leo-Stichting · Lintvelde · Lochuizen · Loo · Mallem · Nederbiel · Noordijkerveld · Olden Eibergen · Oosterveld · Overbiel · Respelhoek · Ruwenhof · Schependom · Spilbroek · Veldhoek (deels) · Waterhoek · Zwilbroek

Voormalige gemeenten: Beltrum · Borculo · Eibergen · Geesteren · Neede · Ruurlo